# Torre Annunziata
Torre Annunziata és un municipi italià, situat a la regió de la Campània i a la Ciutat metropolitana de Nàpols. L'any 2004 tenia 48.720 habitants.
Entremig de la seva trama urbana acull les restes de l'antiga ciutat romana d'Oplontis amb la Vil·la Popea, famosa per les seves pintures murals d'estil pompeià, que li han valgut la declaració com a Patrimoni de la Humanitat per part de la Unesco el 1997.